# Emma Foody
Emma Louise Foody est une personnalité politique britannique du Labour and Co-operative Party. Elle est députée pour la circonscription électorale de Cramlington and Killingworth depuis 2024.

## Biographie
Emma Foody naît à Gosforth et est mariée à Alex Norris, député travailliste de Nottingham North,. Elle fréquente la St Charles R.C Primary School[réf. nécessaire] à Gosforth, et la Sacred Heart Catholic High School à Fenham, toutes deux situées à Newcastle Upon Tyne.
Elle est une militante locale qui commence à travailler pour le North East Ambulance Service en tant que gestionnaire des appels d'urgence 999,. Elle devient ensuite directrice régionale du parti travailliste des Midlands de l'Est, puis commissaire adjointe de la police et de la criminalité pour le Nottinghamshire.
En 2024, elle est élue députée.